# Congrès pour la restauration du plain-chant et de la musique de l'Église
Le Congrès pour la restauration du plain-chant et de la musique d'Église est une conférence tenue à Paris, du 27 novembre au 1er décembre 1860, par des religieux et des musicologues soutenant la restauration de la liturgie ancienne et du chant grégorien. Il s'agit du premier congrès en faveur de ce chant, après l'évolution à partir de la Renaissance, ainsi que la tendance au gallicanisme. 

## Histoire
La restauration du chant grégorien vers la version authentique commença au milieu du XIXe siècle, avant que des moines dominicains et bénédictins n'établissent leurs travaux. C'était notamment grâce à une découverte, en 1847, du Tonaire de Saint-Bénigne de Dijon par Félix Danjou, une pierre de Rosette musicale, et à la publication qui s'ensuivit de l'Édition rémo-cambraisienne profitant de ce tonaire, dont la rédaction avait été confiée à Jean Tesson. Ce graduel était destiné aux paroisses qui ne souhaitaient pas la liturgie d'après le gallicanisme. Le mouvement était devenu tellement dynamique que l'on organisa le premier congrès en faveur de la restauration du chant ancien liturgique, grégorien.  
Le projet du congrès fut, pour la première fois, annoncé le 15 juin 1859, dans le journal la Maîtrise de Joseph d'Ortigue. Le 25 mai 1860, le programme fut formellement adopté et la cotisation fut fixée à 10 francs. Le projet était sûrement apprécié. De fait, le bureau reçut une lettre. Il s'agissait d'un des fondateurs du Monde, créé à Paris en 1860 :

« Monsieur l'abbé,
J'ai lu avec beaucoup d'intérêt dans mon journal le Monde le récit d'une séance préparatoire du Congrès pour la restauration de la musique religieuse. Si j'avais été à Paris en ce moment, j'y aurais certainement assisté. Je ne suis point musicien, mais je porte un haut intérêt à cette partie de l'art chrétien et je me suis assez tenu au courant de l'importante question que vous voulez résoudre. Si le Congrès, que vous préparez, s'était tenu à Paris aussi bien en février, mars ou avril 1861 qu'il se tiendra en novembre 1860, j'y aurais certainement pris part. J'ai voulu vous exprimer toutes mes sympathies pour votre si nécessaire initiative. Quand verrons-nous tous les fidèles unir, comme autre fois, leurs voix pour chanter les louanges de Dieu et rappeler ainsi les bons temps du Catholicisme ? Puisse Dieu répandre sur cette œuvre ses fécondes bénédictions ! »

Comte de MELLET
de l'Acad. de la Relig. Cathol. de Rome
Avant que le congrès ne soit tenu, il fallut la deuxième séance préparatoire le 3 août 1860. Le congrès fut finalement tenu du 27 novembre au 1er décembre 1860, à la Société d'encouragement des Beaux-Arts et de l'Industrie, 44, rue Bonaparte. 
D'après le programme, celui-ci était soigneusement préparé et organisé, en précisant son objectif : « Tout en jouissant, dans la discussion de la plus grande liberté, les membres du Congrès voudront bien écarter toutes les études et les considérations étrangères au programmes, et respecter scrupuleusement les principes proclamés par l'Église, les Conciles et les Évêques touchant le plain-chant et la musique. »
En 1862, ses procès-verbaux furent publiés chez Typographie Charles de Mourgues Frères, à Paris [lire en ligne].

## Soutien de l'autorité
Certes, étant donné qu'il n'agissait pas de concile, aucun ecclésiastique de haut rang n'assista au congrès. Toutefois, 19 archevêques et évêques tel l'archevêque de Paris avaient envoyé les lettres officielles exprimant leurs soutiens. En outre, plus de la moitié de ceux-ci chargeaient formellement aux religieux une mission spéciale, afin de prendre part aux travaux du congrès :
1. Angers : abbé Tardif, chanoine honoraire et secrétaire de l'évêché (évêque Guillaume Angebault)
2. Arras : abbé Planque, chanoine et grand chantre (évêque Pierre-Louis Parisis, un des promoteurs du Graduel romain (édition rémo-cambraisienne))
3. Auch : Aloys Kunc, maitre de chapelle (archevêque Antoine de Salinis)
4. Beauvais : Boulenger, organiste de la cathédrale de Beauvais (évêque Joseph-Armand Gignoux)
5. Bordeaux : abbé Laroque, directeur de la maîtrise à la métropole (cardinal-archevêque Ferdinand-François-Auguste Donnet)
6. Bourges : abbé Protat, maître de chapelle (archevêque Alexis-Basile-Alexandre Menjaud)
7. Châlons-sur-Marne : abbé Barat, maître de chapelle (évêque Jean-Honoré Bara)
8. Digne : abbé Aubert, membre de la nouvelle commission de plain-chant, aumônier du collège et organiste de la cathédrale (évêque Marie-Julien Meirieu)
9. Limoges : abbé Valleix, secrétaire général de l'évêché, ainsi que Paul Charreire, organiste et maître de chapelle (évêque Félix-Pierre Fruchaud)
10. Le Mans : abbé Augustin-Mathurin Gontier, chanoine de la cathédrale, ainsi que abbé Blin, maître de chapelle de celle-ci (évêque Jean-Jacques Nanquette)
11. Saint-Claude : abbé Delatour, chanoine honoraire (évêque Charles Fillion)

Enfin, le cardinal-archevêque de Malines Engelbert Sterckx, qui faisait avancer vigoureusement la restauration du chant grégorien en Belgique, ainsi que l'évêque de Bruges Jean-Baptiste Malou envoyèrent à Paris le chevalier et docteur Xavier van Elewyck auprès de l'université catholique de Louvain, membre de l'Académie de Sainte-Cécile de Rome. Ils réaliseront en 1863 et 1864 les Congrès de Malines I et II, inspirés par celui de Paris. 
Les ordres religieux n'étaient pas non plus indifférents. Au contraire, c'était Dom Prosper Guéranger, abbé de Solesmes, qui soutenait la conférence, surtout en faveur de son collaborateur, le chanoine Gontier du Mans. Après avoir rétabli le monastère de Solesmes, Dom Guéranger était supérieur de la congrégation bénédictine de France.

## Séances

### Messe d'ouverture

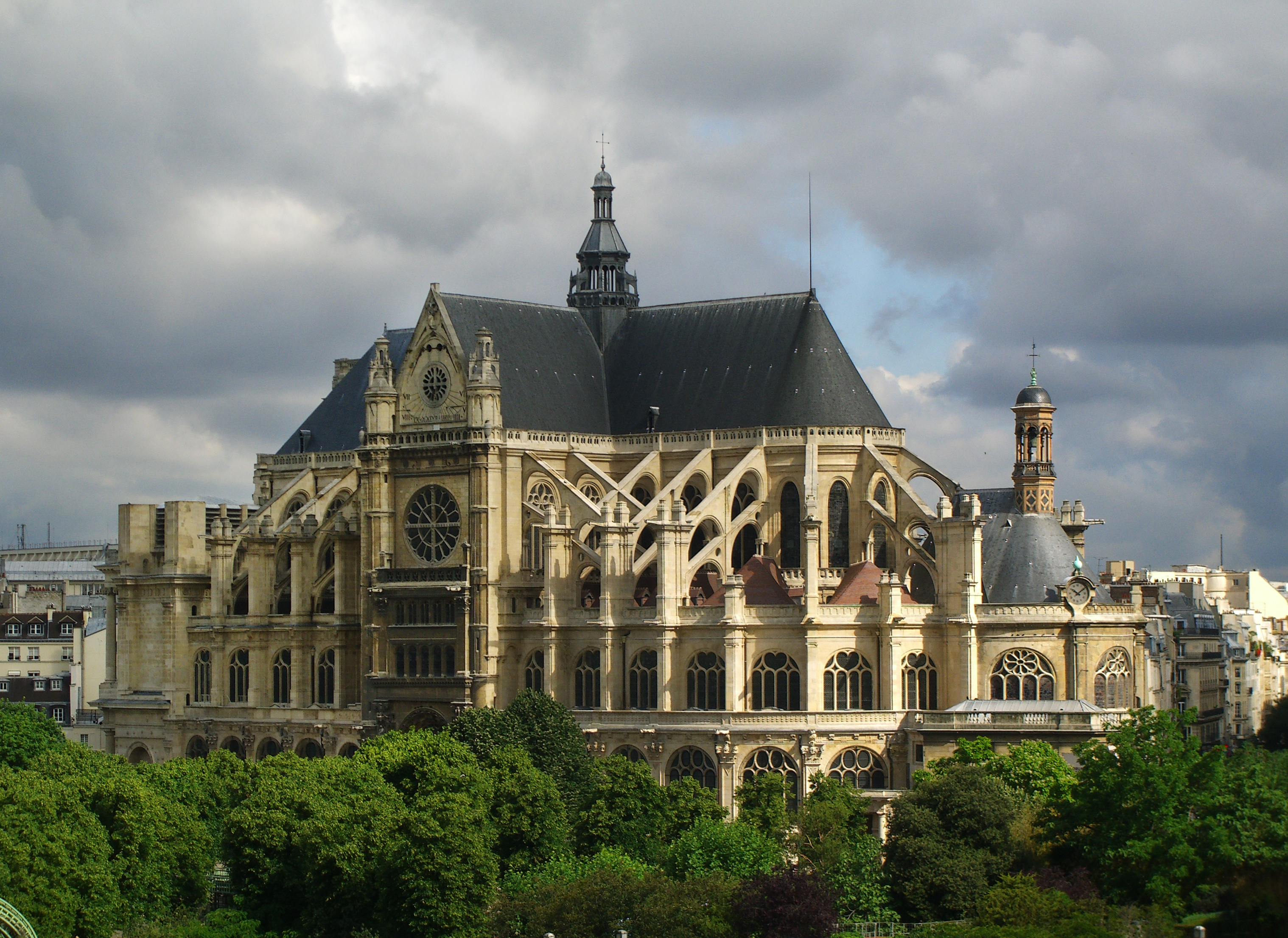
Église Saint-Eustache de Paris.

Le congrès eut lieu le mardi 27 novembre 1860, à 15 heures. Une grande messe musicale avait précédé la première session. À 11 heures, la plupart des membres avaient assisté à cette messe du Saint-Esprit à l'église Saint-Eustache de Paris, célébrée par l'abbé Simon, curé de la paroisse. Le répertoire était composé des œuvres dans la tradition, mais également d'un cantique contemporain :
- Veni Creator Spiritus en grégorien
- motet Adoramus te de Giovanni Pierluigi da Palestrina
- Ave Maria des pèlerins au XVe siècle
- Domine salvum en faux-bourdon
- cantique de Brydayne

### 1resection
- président : F. Raillard, vicaire de l'église Saint-Thomas d'Aquin à Paris ;
- vice-président : Jules Bonhomme, vicaire à Sainte-Élisabeth ;
- secrétaire : Georges Schmitt ;
- texte du programme relatif :

1. histoire de la musique de l'Église en France, partie grégorienne et non grégorienne ;
2. indications bibliographiques ;
3. actes du Saint-Siège, des Conciles et des Évêques, concernant le chant et la musique[cm 4].

### 2esection
- président : Adrien de La Fage ;
- vice-président : P. de Geslin, organiste de l'église Notre-Dame-de-la-Gare de Paris ;
- secrétaire : Stéphane-Louis Nicou-Cholon ;
- texte du programme relatif :

1. situation présente des églises des villes et des campagnes, sous le rapport du chant et de la musique ;
2. enseignement du chant, de la musique et de l'orgue, dans les écoles normales d'instituteurs et d'institutrices, les séminaires et les maitrises ainsi que ses résultats ;
3. maîtres de chapelle et organistes : leur nombre, leur répertoire, les ressources d'argent et d'exécution dont ils disposent ;
4. concours des sociétés chorales ;
5. cantiques en langue vulgaire : usage et abus, caractère et défauts[cm 5].

### 3esection
- président : Joseph d'Ortigue ;
- vice-président : François Benoist ;
- secrétaire : R. Bézolles, vicaire de Gentilly
- texte du programme relatif :

1. véritable caractère de la musique d'Église vocale et instrumentale ;
2. composition ;
3. l'orgue : son style, son expression, les limites de cette expression, ainsi que facture ;
4. plain-chant : sa restitution, son exécution, soit mélodique, soit psalmodique ;
5. son accompagnement ;
6. vœux à formuler et à émettre, principes à proclamer.

### Jury de concours
Soutenu par les Éditions Heugel, des médailles d'or, d'argent et de bronze furent préparées pour un concours prévu afin de promouvoir la composition de la musique liturgique de bonne qualité. Voici le jury de concours :
- Ambroise Thomas
- François Benoist
- Charles Gounod

Les trois catégories étaient proposées :
1. messes brèves
2. motets et chants sur des textes approuvés par l'Ordinaire
3. pièces d'orgue

Néanmoins, le concours ne fut pas effectué durant le congrès. Finalement, selon une forte volonté des Éditions Heugel, le concours eut lieu après 1861, par un jury composé de 13 membres dont ces trois issus du congrès, présidé par Daniel-François-Esprit Auber, directeur du Conservatoire de Paris.

## Mémoires
« Mémoires dont l'impression a été votée, soit par le congrès, soit par le bureau du congrès » [lire en ligne] (au regard des séances, voir p. 25 - 70) :
Les mémoires les plus importants et ses sujets étaient résumés par Charles-Émile Ruelle dans son livre (p. 6-10) .

## Congrès de Paris, du plain-chant vers le chant grégorien authentique
En 1862, le bureau fit imprimer le mémoire du chanoine Augustin-Mathurin Gontier du Mans, au premier (p. 77). À vrai dire, pendant le congrès, la méthode de celui-ci n'avait pas nécessairement été appréciée, en dépit d'une recommandation de Joseph d'Ortigue, vice-président. Cependant, à la suite de ce congrès, sa méthode concernant la nature de chant grégorien, notamment son idée sur rythme, était de plus en plus acceptée, et enfin développée trop par l'abbaye Saint-Pierre de Solesmes en tant que théorie rythmique grégorienne.
Alors que cette théorie de Solesmes devint fausse de nos jours à la suite de l'arrivée de la sémiologie grégorienne, le chanoine Gontier et les membres du congrès connaissaient plus correctement la nature du chant grégorien : « Les lois qui régissent le plain-chant ne sont pas des lois conventionnelles inventées par quelques théoriciens. » En citant le terme d'Hermann Contract († 1054) musica omnino naturolis, le chanoine du Mans définissait le chant grégorien comme une musique entièrement naturelle :

« Dussions-nous nous répéter, nous dirons que, dans cette musique naturelle de la prière chantée, tout doit être naturel. Ainsi la quantité prosodique et la mesure musicale étant choses artificielles, dans le plain-chant on ne doit entendre ni la quantité de la syllabe, ni la mesure de la note. »

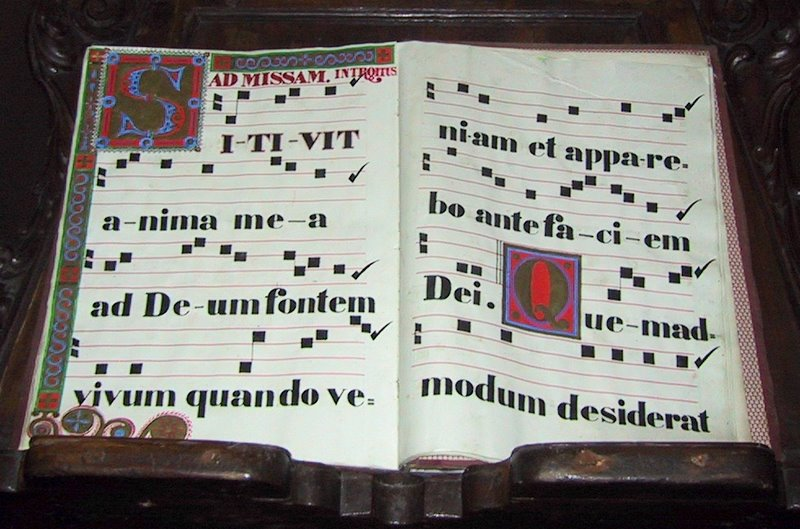
Livre de plain-chant, composé des notes égales.

Il est vrai qu'avec cette présentation, ce congrès fit commencer à restaurer la nature du chant grégorien, en quittant la pratique du plain-chant caractérisé des notes égales :

« Il ne faut pas juger les mélodies grégoriennes par les éditions du XVIIIe et du XIXe siècle, et s'imaginer qu'une période mélodique se compose d'une enfilade de 10, 20, 30 notes égales, séparées uniquement par le besoin de respirer. Non, une phrase mélodique se compose de groupes de 2, 3, 4, 5 notes, rarement plus, qui sont comme des mots de la phrase ; chaque groupe a son caractère, son intonation, son accentuation... »

Encore fallait-il certes les études sémiologiques de Dom Eugène Cardine pour ce sujet. Toutefois, la compréhension de Gontier n'était pas moins correcte que ses successeurs, quoiqu'il manquât de celle des neumes longs dans le mélisme, surtout du jubilus.

« Tout le monde comprend le rythme naturel et prosaïque. Ce rythme de la prose, c'est la succession intermittente et irrégulière des syllabes accentuées, des syllabes non accentuées et des pauses, formant des notes, des membres de phrase et des phrases. Le rythme naturel est opposé au rythme artificiel et poétique, qui consiste dans la succession déterminée des syllabes longues et des syllabes brèves, formant des temps, des pieds et vers. »

Il est donc probable que le congrès de Paris était la première assemblée officielle qui ait décidé de cesser la pratique des notes égales.

## Participants
La liste des participants fut publiée en 1862, puis en 1866, avec une excellente précision , selon laquelle le congrès de Paris comptait 174 membres. S'il est normal que s'y trouvent de nombreux religieux et musiciens tels les maîtres de chapelle, organistes et compositeurs, cette conférence s'illustrait des personnages importants dans d'autres domaines. Ainsi, deux généraux de division assistaient au congrès, selon leur fonction liée à l'école militaire. Il y avait plusieurs éditeurs ainsi que facteurs d'orgue rejoints. Des professeurs, notamment de nombreux élèves de François Benoist auprès du Conservatoire de Paris, soutenaient le congrès. Quoique les étrangers ne fussent pas nombreux, le congrès était assez international. Plusieurs esquires anglais avaient traversé la Manche. L'abbé Lagacé du collège de Saint-Anne était venu de Montréal. Duc di San Clementi de Florence y trouvait des nobles français, par exemple, duc de Fezensac. 
Par ailleurs, s'ils n'étaient pas des conférenciers, Félix Danjou et Jean Tesson aussi assistaient au congrès. Sans leurs travaux, celui-ci n'aurait pas eu lieu. 

### Présidents
- Victor Pelletier (1810 - † 1883) : président, chanoine, ancien vicaire général d'Orléans[cm 1]
- François Benoist (1794 - † 1878) : vice-président[cm 1], compositeur, professeur du Conservatoire de Paris, organiste de la chapelle impériale[cm 6]
- Adrien de La Fage (1801 - † 1862) : vice-président[cm 1], compositeur, musicologue
- Joseph d'Ortigue (1802 - † 1866) : vice-président[cm 1], musicologue grégorien

Lors de la première séance préparatoire tenue le 25 mai, Laurentie, compositeur, était également chargé d'être vice-président. Nonobstant, dès la deuxième séance, il n'assista plus au congrès. En novembre, il n'avait donc aucune fonction officielle.

### Principaux participants
- Alexandre Moline de Saint-Yon (1786 - † 1870) : ancien général de division[cm 7], ancien ministre, écrivain
- Alexandre Joseph Hidulphe Vincent (1797 - † 1868) : mathématicien[cm 8]
- Émile Mellinet (1798 - † 1894) : général de division, école militaire[cm 7]
- Jean Tesson (1798 - † 1876) : directeur du séminaire des Missions-Étrangers[cm 9], rédacteur du Graduel romain (édition rémo-cambraisienne)[2]

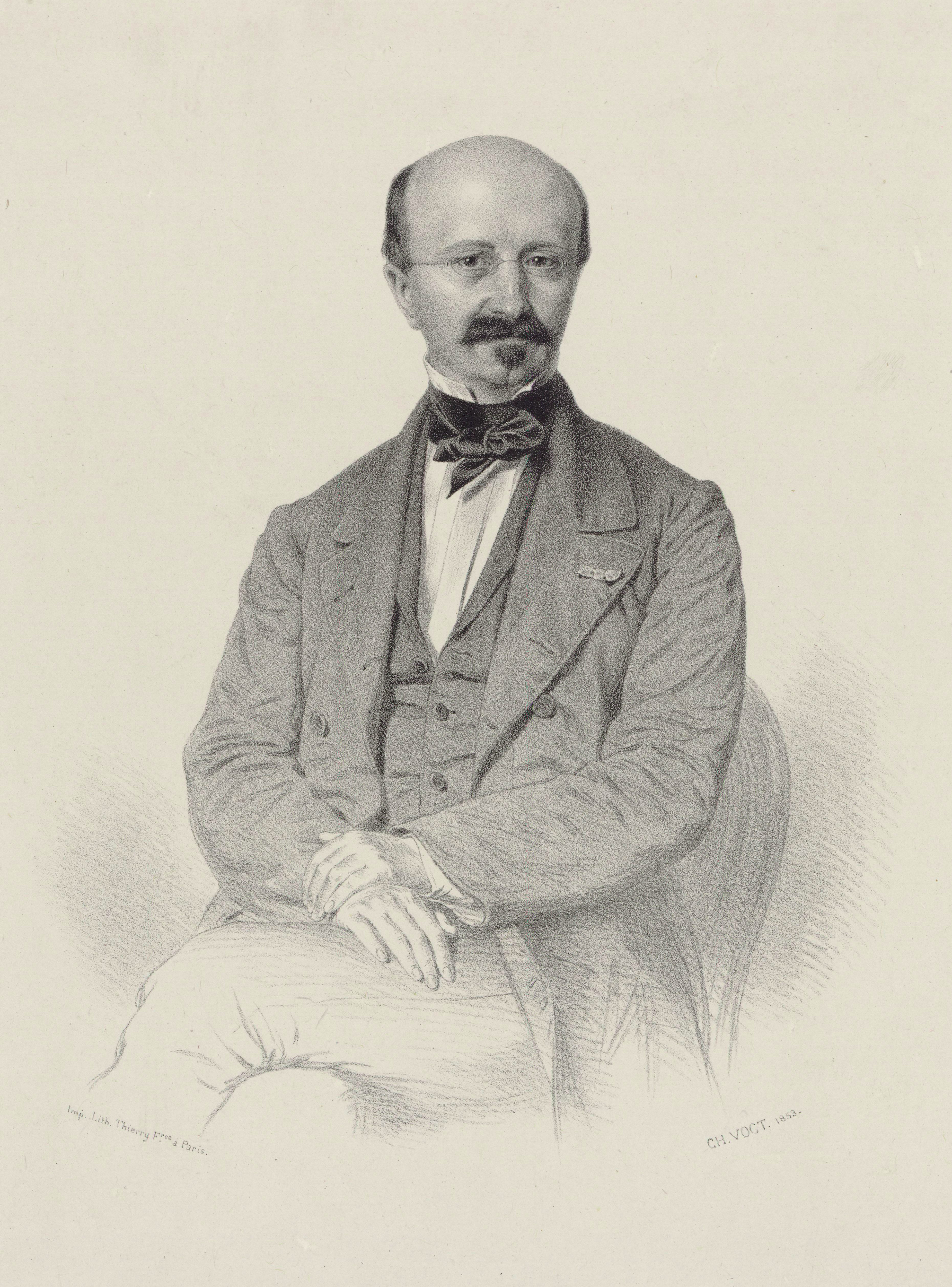
En faisant enseigner le chant grégorien auprès de son école, Niedermeyer soutint ce congrès, avant de décéder en 1861.

- Louis Niedermeyer (1802 - † 1861) : organisateur du congrès, musicien, fondateur de l'École Niedermeyer de Paris où le chant grégorien était enseigné[4]
- Augustin-Mathurin Gontier (1802 - † 1881) : chanoine de la cathédrale Saint-Julien du Mans, ami et collaborateur de Dom Prosper Guéranger de Solesmes, instructeur musical de son abbaye[1]
- Ludovic Vitet (1802 - † 1873) : membre de l'Académie française[cm 8]
- Louis Dietsch (1808 - † 1865) : maître de chapelle de l'église de la Madeleine[cm 10]
- Hippolyte Prévost (1808 - † 1873) : rédacteur de l'Ami de la Religion[cm 9]
- Stéphane-Louis Nicou-Choron[cm 4] (1809 - † 1886) : compositeur[5]
- Ambroise Thomas[cm 8] (1811 - † 1896) : compositeur
- Aristide Cavaillé-Coll (1811 - † 1899) : facteur d'orgues[cm 6]
- Camille-Marie Stamaty (1811 - † 1870) : compositeur italien, professeur en France[cm 9]
- Félix Danjou[cm 10] (1812 - † 1866) : ancien organiste de la cathédrale Notre-Dame de Paris, restaurateur du chant grégorien
- Jacques-Léopold Heugel (1815 - † 1883) : Éditions Heugel[cm 7]
- Jean-Romary Grosjean (1815 - † 1888) : organiste de la cathédrale de Saint-Dié[cm 10]
- François Bazin (1816 - † 1878) : compositeur et professeur du Conservatoire de Paris[cm 6]
- Antoine-François Marmontel (1816 - † 1898) : professeur auprès du Conservatoire de Pais[cm 7]

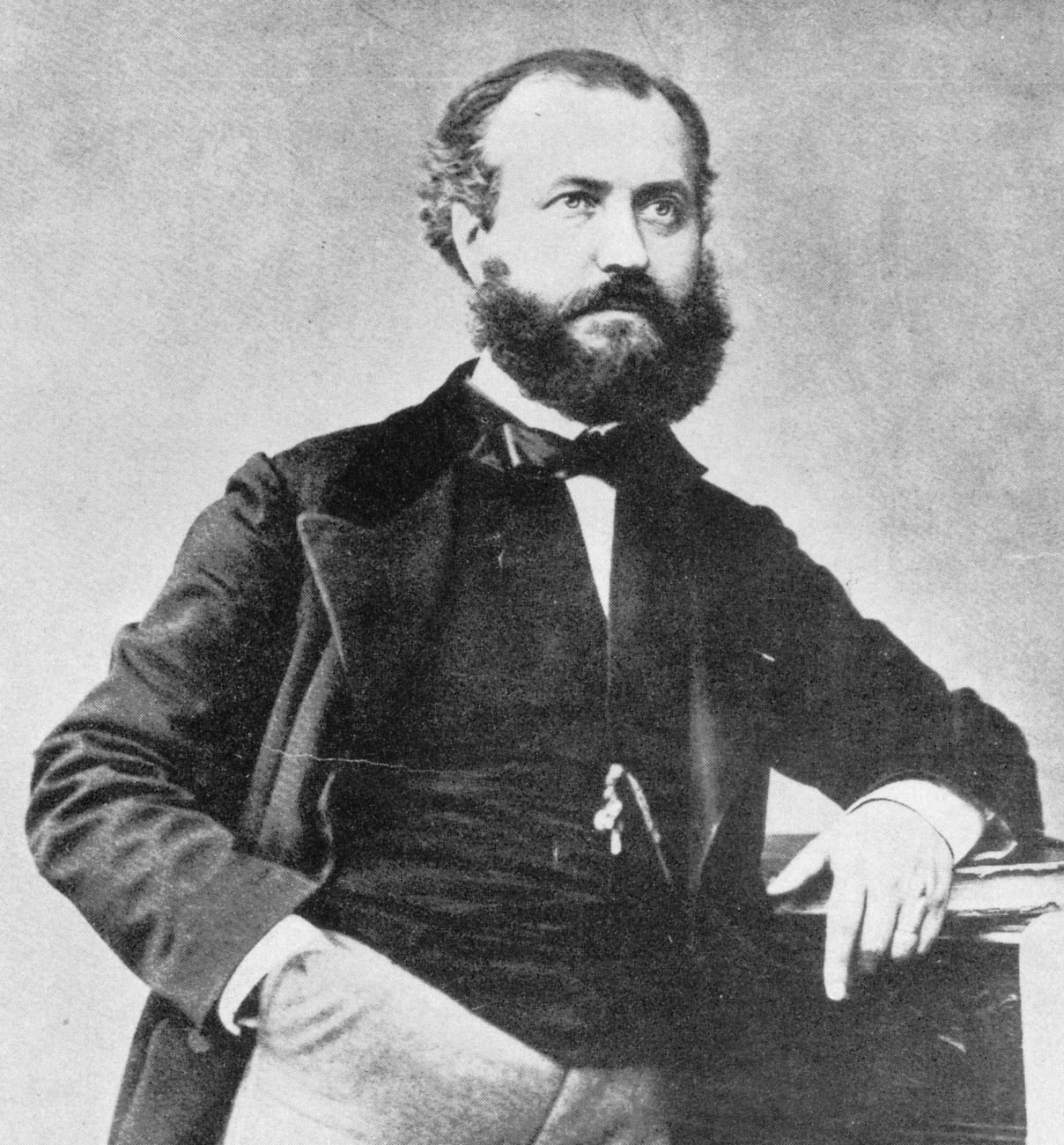
En qualité de compositeur de la musique sacrée, Charles Gounod assista au congrès de Paris (compositeur en 1859).

- Charles Gounod (1818 - † 1893) : compositeur (17, rue de La Rochefoucauld)[cm 10],[6]
- Pierre-Henri Bouchy (1818 - † 1886) : professeur ecclésiastique de Metz[cm 6]
- Joseph Merklin (1819 - † 1905) : facteur d'orgue[cm 7]
- Alfred Lair de Beauvais (1820 - † 1869) : compositeur, membre de l'académie pontificale de Sainte-Cécile ainsi que de l'académie des Beaux-Arts de Florence[cm 7]
- Édouard Batiste (1820 - † 1876) : organiste de l'église Saint-Eustache de Paris[cm 6]
- Georges Schmitt (1821 - † 1900) :  organiste de l'église Saint-Sulpice de Paris[cm 9]
- Léon Gastinel (1823 - † 1906) : compositeur[cm 10]
- Xavier van Elewyck (1825 - † 1888) : chevalier et docteur de l'université de Louvain, futur secrétaire des Congrès de Malines en 1863 et 1864, musicologue[cm 11]
- Victor Frédéric Verrimst (1825 - † 1893) : maître de chapelle de l'église Saint-Thomas-d'Aquin de Paris, membre de la société des concerts du concervatoire[cm 8]
- Georges Mathias[cm 7] (1826 - † 1910) : compositeur et professeur
- Renaud de Vilbac (1829 - † 1884) : organiste de l'église Saint-Eugène[cm 9]
- Auguste Durand (1830 - † 1909) : organiste de l'église Saint-Roch de Paris[cm 10]
- Xavier Barbier de Montault (1830 - † 1901) : historiographe du diocèse d'Angers, membre de la société des antiquaires de l'Ouest[cm 6]
- Aloys Kunc (1832 - † 1895) : organiste et maître de chapelle de la cathédrale d'Auch[cm 7]

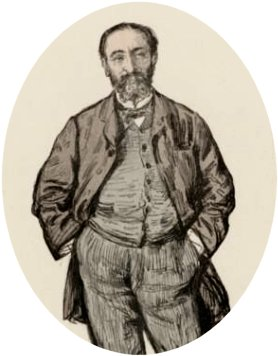
Le jeune Camille Saint-Saëns aussi était membre du congrès. Il n'était autre qu'organiste de la Madeleine (Saint-Saëns en 1875).

- Camille Saint-Saëns (1835 - † 1921) : organiste de l'église de la Madeleine[cm 9], compositeur (168, rue du Faubourg-Saint-Honoré)[cm 9], bientôt professeur de l'École Niedermeyer de Paris
- Charles-Alexis Chauvet (1837 - † 1871) : organiste de l'église Saint-Thomas-d'Aquin[cm 10]

### Liste complète de participants
- De la musique religieuse : les congrès de Malines (1863 et 1864) et de Paris (1860) et la régislation de l'église sur cette matière, 1866 [lire en ligne] ainsi que dans les procès-verbaux, ci-dessous (p. 19-21 ; liste de membres à l'assemblée préparatoire p. 5-6)

## Postérité
Certes, en succédant le sujet du plain-chant, celui-ci fut suivi du Congrès de Malines I, tenu en 1863 par des religieux en Belge. 
Cependant, à cette époque-là, la restauration n'était pas nécessairement appréciée, à cause de plusieurs obstacles tels le gallicanisme, le plain-chant musical. De plus, celle-ci était considérée comme réforme liturgique. Encore fallut-il attendre durant vingt ans, pour une véritable postérité. À la suite de l'avancement de la restauration, notamment celui d'un prêtre dominicain Pie Bernard et celui des moines de l'abbaye Saint-Pierre de Solesmes, le Congrès européen d'Arezzo suivit, en 1882, ce congrès à Paris, en succédant certains sujets.

## Publication
- Congrès pour la restauration du plain-chant et de la musique de l'Église tenu à Paris les 27, 28, 29, 30 novembre et 1er décembre 1860, procès-verbaux, — documents, mémoires, Typographie Charles de Mourgues Frères, Paris 1862, 125 p. [lire en ligne]

1. ↑  p. 1
2. ↑  p. 7
3. 1 2  p. 9
4. 1 2 3  p. 25
5. ↑  p. 17
6. ↑  p. 5
7. ↑  p. 12 - 13
8. ↑  p. 123
9. ↑  p. 37
10. ↑  p. 38
11. ↑  p. 77
12. ↑  p. 81
13. ↑  p. 79
14. ↑  p. 78
15. ↑  p. 19 - 21
16. ↑  p. 4

- Theodore Joseph De Vroye et Xavier van Elewyck, Les Congrès de Malines (1863 et 1864) et de Paris (1860), et la législation de l'Église sur cette matière, de la musique religieuse, Librairie Lethielleux, Typ. Vanlinthout Frères et Librairie Auguste Decq, Paris, Louvain et Bruxelles, 1866, 380 p. [lire en ligne]

1. 1 2 3 4 5  p. 37
2. 1 2  p. 151
3. ↑  p. 152 - 153
4. 1 2  p. 153
5. ↑  p. 153-154
6. 1 2 3 4 5 6  p. 155
7. 1 2 3 4 5 6 7 8  p. 157
8. 1 2 3 4  p. 159
9. 1 2 3 4 5 6 7  p. 158
10. 1 2 3 4 5 6 7  p. 156
11. ↑  p. 1 et 156

- Charles-Émile Ruelle, Congrès européen d'Arezzo pour l'étude et l'amélioration du chant liturgique, compte rendu non officiel suivi d'un appendice bibliographique, Librairie de Firmin-Didot et Cie., Paris 1884, 48 p. [lire en ligne] : concernant le Congrès de Paris, voir p. 6-10 (pdf 3 - 7)

1. ↑  p. 7